# Carpe diem (album de Lara Fabian)
Pour les articles homonymes, voir Carpe diem (homonymie).
Albums de Lara Fabian
Lara Fabian
(1991) Pure
(1996)
Carpe diem est le deuxième album de Lara Fabian sorti en 1994 au Canada et quatre ans plus tard en Europe francophone sur le label PolyGram. Il est certifié double disque de platine au Canada.
Pour sa première édition, les singles Tu t'en vas, Si tu m'aimes, Leïla sont édités au Canada. Une nouvelle version du titre Si tu m'aimes sort en single lors de la sortie européenne de l'album.
Pour la réalisation de cet album, Lara Fabian et Rick Allison ont travaillé avec quelques collaborateurs de Céline Dion tels Marc Langis, Eddy Marnay et Stan Meissner.

## Liste des titres
| No  | Titre                        | Paroles                                  | Musique          | Durée |
| --- | ---------------------------- | ---------------------------------------- | ---------------- | ----- |
| 1.  | Puisque c'est l'amour        | Eddy Marnay, Carole Cournoyer, Kim Kuzma | Dave Pickell     | 4:25  |
| 2.  | Tu t'en vas                  | Lara Fabian, Mario Parent                | Rick Allison     | 3:43  |
| 3.  | Leïla                        | Fabian                                   | Stan Meissner    | 4:48  |
| 4.  | Il existe un endroit         | Fabian                                   | Pickell          | 3:31  |
| 5.  | Je suis malade               | Serge Lama                               | Alice Dona       | 4:23  |
| 6.  | Je vivrai                    | Bruce Gaitsch, Richard Marx              | Gaitsch, Marnay  | 4:58  |
| 7.  | Au loin là-bas               | Gaitsch, Marx                            | Allison, Sky Amy | 4:25  |
| 8.  | Ramène-moi                   | Fabian                                   | Meissner         | 4:36  |
| 9.  | Pas sans toi                 | Fabian                                   | Allison          | 3:58  |
| 10. | Dites-moi pourquoi je l'aime | Fabian, Lovena Fox                       | Pickell          | 4:56  |
| 11. | Saisir le jour               | Marc Langis                              | Langis           | 4:20  |
| 12. | Si tu m'aimes                | Fabian                                   | Allison          | 3:29  |
| 13. | Bridge of Hope               | Michael Jay                              | Jay              | 4:30  |

## Charts et certifications
| Pays                | Meilleure position | Certification |
| ------------------- | ------------------ | ------------- |
| Belgique (Wallonie) | 16                 |               |
| Canada              | –                  | 2x Platine    |
| France              | 4                  |               |